# Vassil Slipak
Vassil Iaroslàvovitx Slipak (en ucraïnès: Василь Ярославович Сліпак) (Lviv, 20 de desembre de 1974 – Luhanske, 29 de juny de 2016) fou un cantant d'òpera amb veu de baríton i baix-baríton ucraïnès. Des de 1994 actuà freqüentment a França a llocs com l'Òpera de París i l'Òpera de la Bastilla. Per la seva trajectòria a l'òpera, rebé diversos premis, incloent la de Millor actuació masculina al Festival i Competició de l'Òpera d'Armel per la cançó del torejador de Carmen. Més enllà de l'òpera, li fou atorgada de forma pòstuma la condecoració d'Heroi d'Ucraïna per la seva feina com a soldat voluntari.

## Trajectòria
Nascut el 20 de desembre de 1974 a la ciutat ucraïnesa de Lviv, li agradà cantar des de ben petit. Als 11 any d'edat s'uní a Dudarik, grup de cors d'infants de Lviv. Després de la participació en la coral, continuà la seva educació al Conservatori de Lviv. Durant la seva formació a l'acadèmia, participà en un concurs de cant a la localitat francesa de Clermont, guanyant la competició. L'any 1996 rebé una invitació per a actuar a l'Òpera de la Bastilla, situada a París. L'any 1997 es graduà a l'Acadèmia de Música Lysenko a Lviv i llavors fou convidat a l'Òpera de París on esdevingué cantant d'òpera. L'any 2011, assolí la seva màxima esplendor guanyant el premi a la Millor actuació masculina al Festival i Competició de l'Òpera d'Armel, a la localitat hongaresa de Szeged, per la seva interpretació a la cançó del torejador de l'opera Carmen.

## Mort
Slipak retornà a Ucraïna i participà en el moviment de protesta Euromaidan. L'any 2015 s'uní a la lluita contra la Resistència pro-russa com a membre del 7è Batalló del Cos de Voluntaris Ucraïnesos del Pravi Sèktor. Prengué el nom de guerra de «Mif», en referència a la seva ària preferida de Mefistòfil a l'òpera Faust (el seu nom informal fou «Mite»). Després de la Guerra al Donbàs, planejà continuar la seva carrera a París.
El 29 de juny de 2016, aproximadament a les 6 del matí, fou assassinat per un franctirador que li disparà prop de Luhanske. La vida de Slipak fou el tema central de la pel·lícula documental de 2018 Mite.
El president ucraïnès Petrò Poroixenko li atorgà pòstumament la condecoració d'Heroi d'Ucraïna pel seu paper de defensa de la nació durant el conflicte.